# Rothenburg (Wettin-Löbejün)
Rothenburg è una frazione della città tedesca di Wettin-Löbejün.

## Storia
Il 1º gennaio 2011 il comune di Rothenburg venne fuso con le città di Löbejün e Wettin, e con i comuni di Brachwitz, Döblitz, Domnitz, Gimritz, Nauendorf, Neutz-Lettewitz e Plötz, formando la nuova città di Wettin-Löbejün.